# 横須賀南警察署
横須賀南警察署（よこすかみなみけいさつしょ）は、神奈川県警察が管轄する警察署の一つである。
相模方面本部隷下、第六方面に属する中規模警察署であり、署長は警視。
識別章所属表示はYC。
2020年10月26日、現在地に新庁舎が落成した。
2023年4月、前述の庁舎移転により、名称と場所の乖離が生じ、混乱を招いていることを踏まえ、「浦賀警察署」を「神奈川県横須賀南警察署」に改称した。

## 所在地
- 神奈川県横須賀市久里浜1丁目18番1号

## 管轄区域
- 横須賀市東部

## 沿革
- 1926年（大正15年）7月1日　横須賀警察署浦賀分署が浦賀警察署に昇格。
- 1948年（昭和23年）3月7日　（旧）警察法の公布に伴い、自治体警察として横須賀市警察が発足。横須賀市浦賀警察署となる。
- 1954年（昭和29年）7月1日 警察法の改正に伴い、神奈川県浦賀警察署となる。
- 1960年（昭和35年）3月19日 浦賀5丁目に3階建ての庁舎が落成した。
- 2020年（令和2年）10月26日 現在地に新庁舎が落成した。
- 2021年（令和3年）4月1日 大津駅前交番を廃止し、旧本署所在地に浦賀地区交番を新設。
- 2023年（令和5年）4月1日 「神奈川県横須賀南警察署」に改称した[1][2]。

## 組織
- 署長（警視）
- 副署長（警視）
- 刑事兼生活安全担当次長（警視）
- 警務課 - 警務係、住民相談係
- 留置管理課（平成28年度新設） - 管理係
- 会計課 - 会計係
- 生活安全課 - 防犯少年係、経済保安係
- 地域課（警ら用無線自動車3台、小型警ら車3台） - 地域企画係、地域第一係、地域第二係、地域第三係
- 刑事課 - 強行犯係、知能犯係、盗犯係、鑑識係、組織犯罪対策係
- 交通課 - 交通総務係、交通捜査係、交通指導係
- 警備課 - 警備係

※「神奈川県警察の組織に関する規則（昭和44年神奈川県公安委員会規則第2号）」を参考にした。

## 地区交番
- 浦賀地区交番 - 横須賀市浦賀5丁目1番1号

## 交番
- 浦賀港交番 - 横須賀市西浦賀1丁目18番2号
- 鴨居交番 - 横須賀市鴨居1丁目11番1号
- 馬堀交番 - 横須賀市馬堀海岸2丁目24番12号
- 北久里浜駅前交番 - 横須賀市根岸町2丁目29番2号
- 久里浜交番 - 横須賀市久里浜4丁目13番2号
- 野比交番 - 横須賀市野比2丁目1番16号
- 佐原交番 - 横須賀市佐原3丁目6番22号

### 廃止された交番
- 久里浜海岸交番（横須賀市久里浜8-7-2） - 隣接の交番と統合することにより、2024年3月末で廃止[3][4]。

## 駐在所
- 走水駐在所 - 横須賀市走水2丁目846番地
- 津久井駐在所 - 横須賀市津久井2丁目1番1号
- 二葉駐在所 - 横須賀市二葉1丁目23番3号
- 長沢駐在所 - 横須賀市長沢1丁目37番10号
- かもめ団地駐在所 - 横須賀市鴨居2丁目80番37号
- 湘南ハイランド駐在所 - 横須賀市ハイランド1丁目39番1号